# Hypsirhynchus ater
Hypsirhynchus ater — вид змій родини полозових (Colubridae). Ендемік Ямайки.

## Поширення і екологія
Hypsirhynchus ater відомі за кількома зразками, зібраними на Ямайці. Вони жили на узліссях тропічних лісів, серед опалого листя, зустрічалися на висоті від 55 до 1442 м над рівнем моря. Вели денний спосіб життя.

## Збереження
МСОП класифікує цей вид як такий, що перебуває на межі зникнення. Після того, як у 1872 році на Ямайку були інтродуковані малі індійські мангусти, популяція цього виду значно скоротилася. З 19 століття Hypsirhynchus ater не спостерігалися дослідниками. У разі, якщо реліктова популяція цих змій існує у дикій природі, то вона, імовірно, не перевищує 50 особин.